# Korkino
Korkino (en russe : Коркино) est une ville minière de l'oblast de Tcheliabinsk, en Russie, et le centre administratif du raïon de Korkino. Sa population s'élevait à 37 224 habitants en 2021.

## Géographie
Korkino se trouve sur les pentes sud-est de l'Oural, à 42 km au sud de Tcheliabinsk.

## Histoire
Korkino est d'abord un village du même nom, fondé dans la seconde moitié du XVIIIe siècle. Elle reçoit le statut de ville le 2 octobre 1942. Korkino est un important centre d'extraction de charbon. La mine de charbon à ciel ouvert de Korkino a livré jusqu'à 40 millions de tonnes de charbon par an, mais la production s'est effondrée au XXIe siècle, tombant à 2,3 millions de tonnes.

## Population
Recensements (*) ou estimations de la population
| 1939*  | 1959*  | 1970*  | 1979*  | 1989*  |
| ------ | ------ | ------ | ------ | ------ |
| 11 517 | 84 962 | 70 890 | 63 253 | 45 198 |

| 2002*  | 2010*  | 2012   | 2013   | 2016   |
| ------ | ------ | ------ | ------ | ------ |
| 41 501 | 38 597 | 38 033 | 37 333 | 35 186 |

| 2019   | 2021   | - | - | - |
| ------ | ------ | - | - | - |
| 34 166 | 37 224 | - | - | - |